# Олександрівська сільська рада (Жмеринський район)
| Олександрівська сільська рада — колишній орган місцевого самоврядування у Жмеринському районі Вінницької області з адміністративним центром у с. Олександрівка. Сільській раді підпорядковані населені пункти: - с. Олександрівка - с. Кудіївці - с. Повал - с-ще Шевченкове |

## Склад ради
Рада складається з 16 депутатів та голови.

## Керівний склад сільської ради
| ПІБ                         | Основні відомості                                                         | Дата обрання | Дата звільнення |
| --------------------------- | ------------------------------------------------------------------------- | ------------ | --------------- |
| Воронюк Микола Терентійович | Сільський голова, 1949 року народження, освіта, безпартійний              | 26.03.2006   | 31.10.2010      |
| Смачний Віталій Валерійович | Сільський голова, 1976 року народження, освіта вища, член Партії регіонів | 31.10.2010   |                 |

Примітка: таблиця складена за даними джерела